# هودگ (لوئیزیانا)
هودگ (به انگلیسی: Hodge) شهری در ایالت لوئیزیانا کشور ایالات متحده آمریکا است که جمعیت آن در سرشماری سال ۲۰۱۰ میلادی، ۴۷۰ نفر بوده‌است.